# Fintan McKeown
Fintan McKeown (auch Finton McKeown; geb. im 20. Jahrhundert) ist ein irischer Schauspieler.

## Werdegang
Fintan McKeown ist seit 1984 als Schauspieler aktiv und tritt vor allem in britischen Film- und Fernsehproduktionen auf. Seine erste Rolle spielte er in der Serie The Irish R.M. Er spielte danach wiederkehrende Rollen in den Serien Bugs, Star Trek: Raumschiff Voyager, Game of Thrones, Hollyoaks und Merlin – Die neuen Abenteuer. Hinzu kommen Filmauftritte wie in Lang lebe Ned Devine! und Conspiracy of Silence.

## Filmografie (Auswahl)
- 1984–1985: The Irish R.M. (Fernsehserie, 2 Episoden)
- 1986: Tomaten für die Freiheit (Eat the Peach)
- 1989–1991: Screen One (Fernsehserie, 2 Episoden)
- 1994: Ludwig van B. – Meine unsterbliche Geliebte (Immortal Beloved)
- 1996: Pie in the Sky (Fernsehserie, Episode 3x03)
- 1996: Bugs (Fernsehserie, 2 Episoden)
- 1997: Supply & Demand (Fernsehfilm)
- 1998: Lang lebe Ned Devine! (Waking Ned)
- 1999: Shergar – Das Rennpferd (Shergar)
- 2000: Star Trek: Raumschiff Voyager (Star Trek: Voyager, Fernsehserie, 2 Episoden)
- 2000: Nostradamus
- 2002: In Deep (Fernsehserie, 2 Episoden)
- 2003: Conspiracy of Silence
- 2004: Gargoyles – Flügel des Grauens (Gargoyle)
- 2005: Erdbeben – Wenn die Erde sich öffnet... (Nature Unleashed: Earthquake)
- 2009–2012: Merlin – Die neuen Abenteuer (Merlin, Fernsehserie, 2 Episoden)
- 2010: Coming Up (Fernsehserie, Episode 8x05)
- 2012: Game of Thrones (Fernsehserie, 4 Episoden)
- 2012–2013: Hollyoaks (Fernsehserie, 25 Episoden)
- 2013: Atlantis (Fernsehserie, Episode 1x08)
- 2016: Barbarian Rising (Fernsehserie, 3 Episoden)